# Honoré Daumier
Honoré Victorin Daumier (26. února 1808 Marseille – 10. února 1879 Valmondois) byl francouzský malíř, sochař, grafik a kreslíř. Proslul především svými politicky angažovanými karikaturami. Je pokládán za jednoho z průkopníků malířského realismu ve Francii. Dokázal vystihnou psychiku člověka i s jeho existenciálními problémy a mistrně ji převést na malířské plátno. Jeho malířskému dílu se dostalo uznání až po smrti, ale dnes je považován za jednoho z největších francouzských malířů 19. století.

## Život
Narodil se v Marseille dne 26.2. 1808 do rodiny uměleckého skláře a rámaře. Jeho otec Jean–Baptista Daumier postupně opouštěl rodinné řemeslo a začal se věnovat literatuře. Po mírných úspěších s několika básnickými sbírkami vydanými v Paříži, například Jarní jitro, se rozhodl i s rodinou, roku 1816, do hlavního města přestěhovat s nadějí, že se zde pro jeho díla najdou další vydavatelé. Vytoužená sláva však nepřišla, rodina si výrazně pohoršila ve svém postavení, proto mladý Honoré musel nastoupit už ve svých třinácti letech do zaměstnání jako poslíček soudního vykonavatele v Justičním paláci. Zde se poprvé setkává se světem byrokracie, který později výrazně ovlivnil výběr jeho témat. V této době začal také kreslit. Otec si povšiml jeho talentu a poslal ho do učení k malíři a bývalému řediteli muzea francouzských památek Alexandru Lenoirovi. Ačkoliv byl Lenoir dobrým učitelem, Daumier brzy nastoupil na hodiny malby na Akademii Suisse a začal pravidelně docházet do Louvru, kde kreslil podle starých mistrů- zaujal ho zejména Rubens a Rembrandt. Také rád chodil uličkami Paříže a pozoroval nejrůznější lidské typy, jejich tváře a charakteristické rysy. Postava se natrvalo stala ústředním zájmem jeho díla.

### Práce karikaturisty
Roku 1829 uveřejňuje svou první litografii, čímž si získává přízeň časopisu La Silhouette, pro něhož vytváří satirické karikatury kritizující vládu francouzského krále Karla X. celý další rok. Roku 1831 přestupuje k nově založenému časopisu La Caricature, který se stal hlavním listem protivládní opozice. Svou karikaturou Gargantua zesměšňuje nově zvoleného krále Ludvíka Filipa.  Zobrazil ho tu jako pupkatého obra sedícího na svém trůnu a polykajícího daně. Z opačného konce těla pak vychází nejrůznější vládní nařízení. Za tento list si vysloužil šest měsíců vězení (srpen 1832 – únor 1833).  Tato aféra udělala z Daumiera nejslavnějšího karikaturistu své doby. Roku 1835 byl časopis La Caricature zakázán a místo něj vzniká časopis La Charivari, s nímž Honoré spolupracuje se čtyřletou přestávkou až do roku 1872, kdy už není kvůli své oční chorobě nadále schopen práce.

### Šťastné období
Čtyřicátá léta jsou pro Daumiera poměrně šťastným obdobím, usazuje se na Ostrově svatého Ludvíka a díky tomu, že je i finančně zajištěn se žení se švadlenou Alexandrine Dassy. Roku 1847 se mu narodí syn, který ale krátce po porodu umírá. Roku 1848 vytváří svojí první malbou s názvem Republika s úmyslem, že ji přihlásí do právě vyhlášené soutěže o obraz symbolu francouzské republiky. Soutěž byla zrušena, avšak probudila v Daumierovi touhu malovat dál. V letech 1853–1857 se sblížil s umělci barbizonské školy, především Camillem Corotem. Tvoří hlavně žánrové malby, divadelní a soudní výjevy. Od roku 1852 se také věnuje sochařství. Padesátá a šedesátá léta jsou pro Daumiera umělecky nejplodnější.

### Závěr života

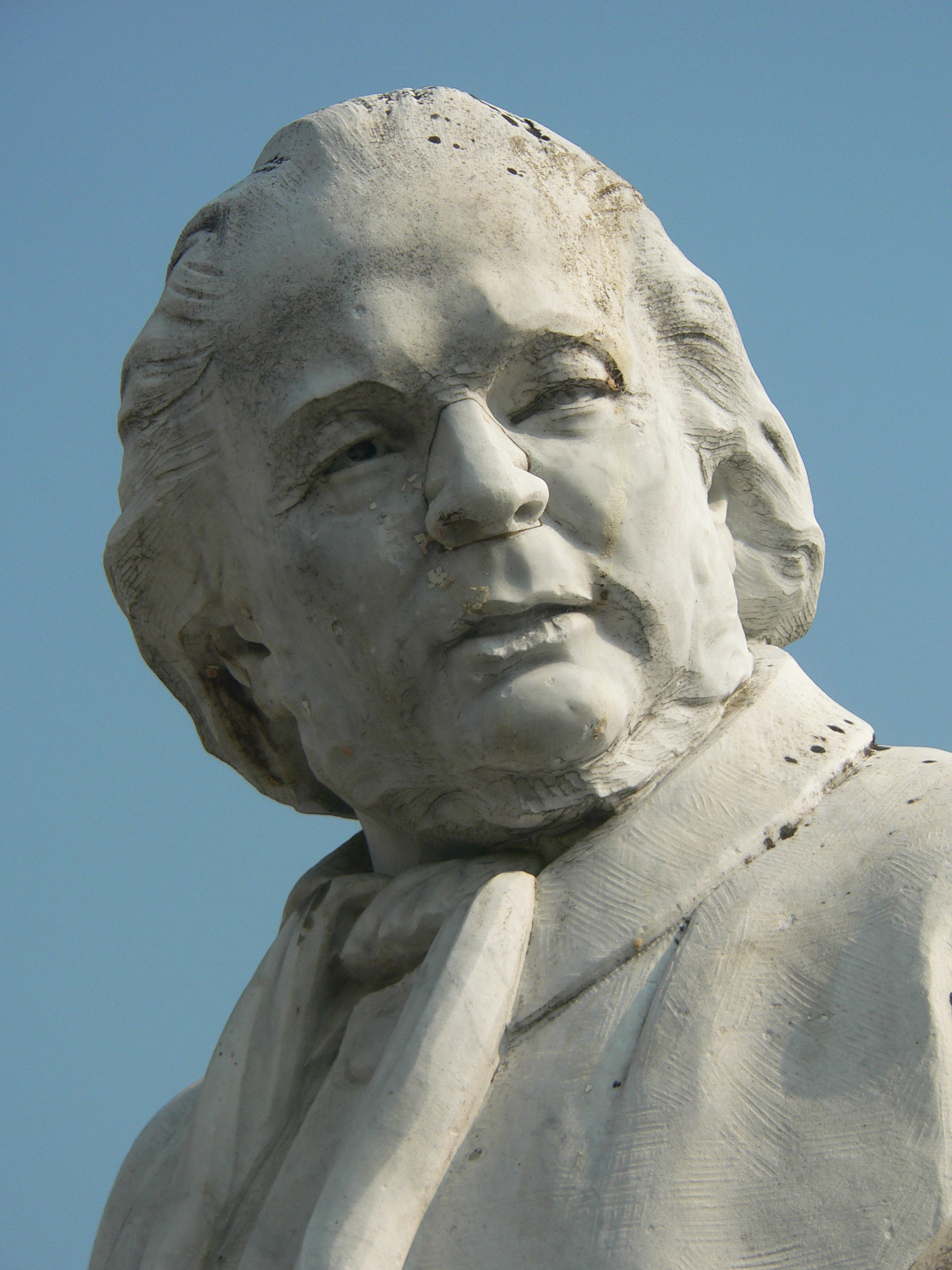
Daumierova busta na náměstí ve Valmodois (detail)

Od konce padesátých let, kdy s ním časopis Charivari přerušil spolupráci, se potýkal s finančními potížemi a zadlužil se. V roce 1862 se s přispěním přátel znovu vrátil do novin, ale těžkosti finančního rázu přetrvávaly. V roce 1865 musel opustit Paříž a přestěhoval se do obce Valmondois, kde mu dal k dispozici Camille Corot malý domek. Během Pařížské komuny se stal členem komise pro otázky umění a objevily se jeho poslední politické karikatury a protiválečné litografie silně vlasteneckého vyznění.
Po roce 1870 se začíná projevovat oční choroba, která ho po dlouhém boji a dvou operacích přemůže. Roku 1875 Daumier trvale oslepne, není dále schopen pokračovat v práci. Jediná Daumierova samostatná výstava proběhla roku 1878 v galerii pařížského obchodníka s uměním Durand-Ruela. Měla značný ohlas, avšak nepřinesla žádný finanční prospěch.  
Zemřel na mrtvici roku 1879 ve Valmondois chudý a zapomenut, pohřební výdaje musely být uhrazeny z veřejných prostředků.  O rok později bylo jeho tělo exhumováno ze hřbitova Valmondois a převezeno do Paříže na hřbitov Père-Lachaise.

## Dílo
Daumier byl jedním z nejvýznamnějších představitelů sociální a politické karikatury své doby. Už od počátku svého malířského projevu se Daumier soustředil hlavně na lidskou figuru, zasazenou do běžného městského prostředí. Mistrně jen pomocí několika čar dokázal vystihnout psychiku člověka a přesvědčivě podat jeho emoce. Byl dobrým pozorovatelem různých lidských typů s charakteristickými rysy. Tyto schopnosti ho předurčily ke kariéře vynikajícího karikaturisty-litografa glosujícího politický život v zemi a kritizujícího hlavně royalisty a samotného krále, za což byl šest měsíců vězněn. Dokázal vždy rychle a přesně vytáhnout to nejdůležitější z daného člověka a předhodit ho světu se satirickou nadsázkou. Vytvořil více než 4000 litografií a okolo tisíce kreseb, které sloužily jako předloha pro dřevoryty.
Se stejnou brilancí ovládal i sochařské umění. Podobně jako v malířství pojal hmotu jako sled konkávních ploch vystupujících a zase se navracejících do hlíny. Nestvořil stroze akademicky, ale při práci používal hlavně rukou a špachtle. Ukázkou jeho umění je soubor kolorovaných plastik představitelů pravice parlamentu z nepálené hlíny, který se ihned po svém vytvoření stal senzací. Busty, které jsou spíše sochařskými karikaturami, vznikly v letech 1832 až 1833, tedy v raném období jeho tvorby.
Kolem roku 1834 se začal věnovat sociálním tématům, chtěl ukázat bídné podmínky nejchudšího, nejčastěji dělnického obyvatelstva celé společnosti. Příležitostí se mu stal vojenský masakr protestujících dělníků 15.4.1834 v ulici Transnonain. Jeho až hrůzný sklon k autentičnosti evokuje velmi sugestivní výjev s ústředním motivem mrtvých lidských těl. Jako by šlo o fotografii a ne o litografické dílo. Tímto dílem se veřejně zastává sociálně slabšího obyvatelstva, jehož přízeň si získává. Sociální témata můžeme vidět také v dílech Pařížské typy, Den starého mládence, Manželské mravy či Plavci.
Důležitým mezníkem v jeho tvorbě je rok 1848, kdy byla vyhlášena veřejná soutěž o obraz symbolu republiky. Daumier při této příležitosti vytváří první z velké řady maleb, které budou dominovat jeho pozdějšímu dílu. V malířství prokázal snad ještě větší nadání než v karikaturách a sochařství, ačkoliv byla tato část jeho tvorby dlouho neprávem opomíjena. Byl přívržencem barbizonské školy, což se projevilo v zemité barevnosti jeho obrazů.  Sociální tematika se opět stává hlavním motivem děl. Mezi některé patří: Vagon třetí třídy, Břemeno, Pradlena, V ulici a mnohé další. Zajímá se také o svět divadla, masek, představení, nahlíží i do řad diváku. Vybíral si témata z literatury (Molière, La Fontaine, Cervantes). Stanovuje malířský typ Dona Quijota a Sancha Panzy, poněvadž jsou jeho nejoblíbenějšími hrdiny. Věnuje jim víc než 20 olejomaleb a ještě více kreseb. V padesátých a šedesátých letech Daumier dosáhl kulminačního bodu své tvorby. V tomto období vznikla řada portrétů známých osobností z uměleckého prostředí: Berlioz, Baudelaire, Dumas st., Théodore Rousseau, Corot. Jeho malířské dílo čítá okolo pěti set obrazů.
„Jsou umělci, kteří na nebi umění jasně září, jsou však i jiní, snad méně oslniví, kteří spíše jen prozařují, jejich význam se vynořuje teprve postupně a přitom jakoby samozřejmě. Honoré Daumier byl tvůrcem, v němž jsou obě tyto polohy obsaženy. Jako litograf, kreslíř a karikaturista se stal slavným a nedostižným již od samých počátků své grafické tvorby; jako malíř je však postavou, která ovlivnila a utvářela umění své doby zdánlivě méně zjevně. Daumierovo malířské a ovšem i sochařské dílo znali většinou jen jeho přátelé umělci,“
Tomáš Vlček, Honoré Daumier, 1981

## Seznam některých děl
- Ecce homo, 1849–1852, olej na plátně
- Rodina na barikádách, 1848, olej na plátně
- Uprchlíci, 1848–1850, olej na desce
- Stěhující se komedianti, 1847–1850, olej na desce
- Koupající se dívky, 1847, olej na dřevě
- Zloději a osel, 1858, olej na plátně
- Čekárna u soudu, 1860, olej na dřevě
- Skapín a Silvestr, 1863–1865, olej na plátně
- Zápasníci, 1852, olej na desce
- Ateliér sochaře, 1870–1873, olej na desce

Z litografických cyklů: Manželské mravy, Pařížské typy, Pastorále, Lidé od justice, Lidumilové dne, Poslanci poslaní na papír a mnoho dalších

## Galerie

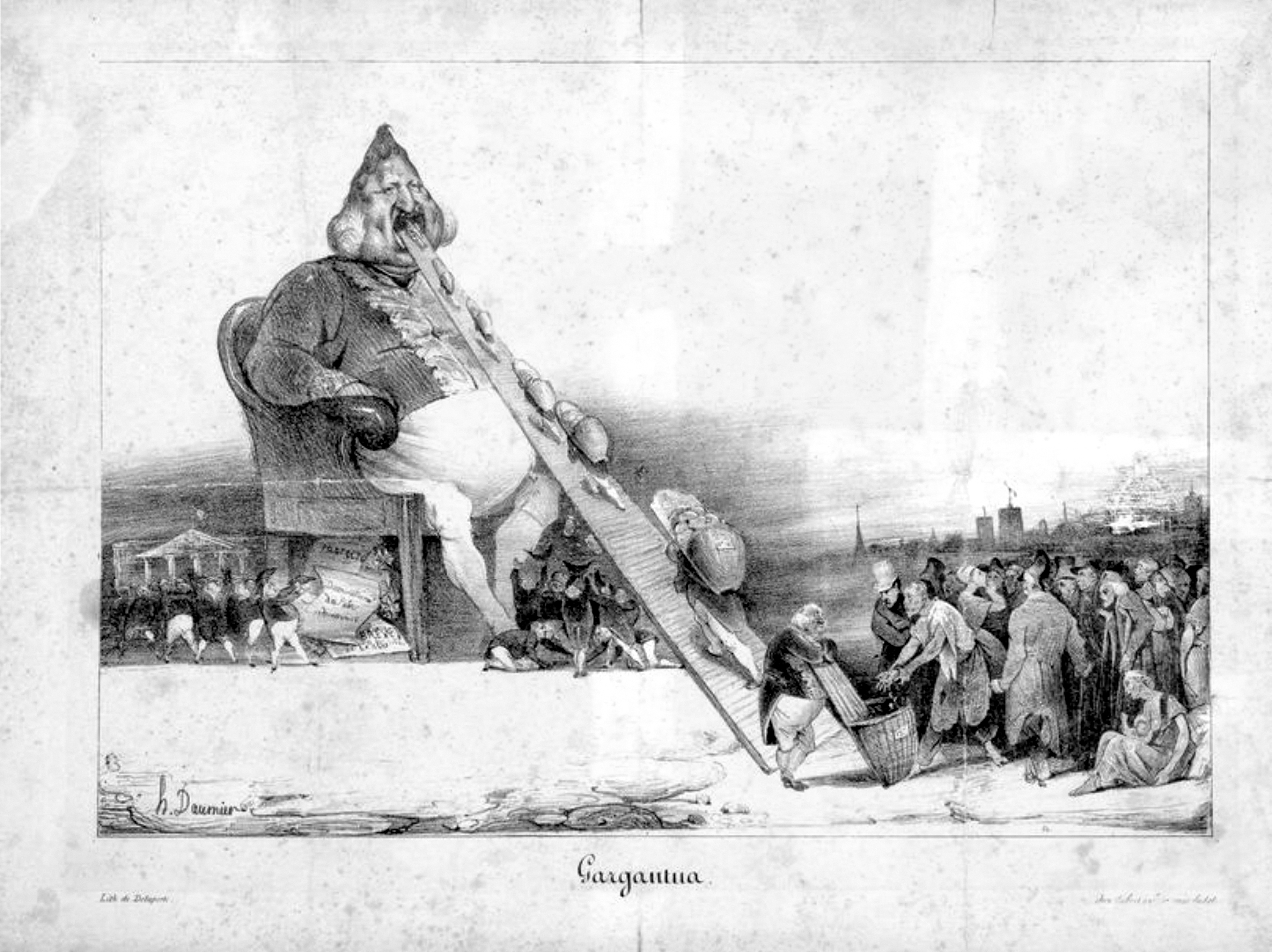
Gargantua (1831, litografie)
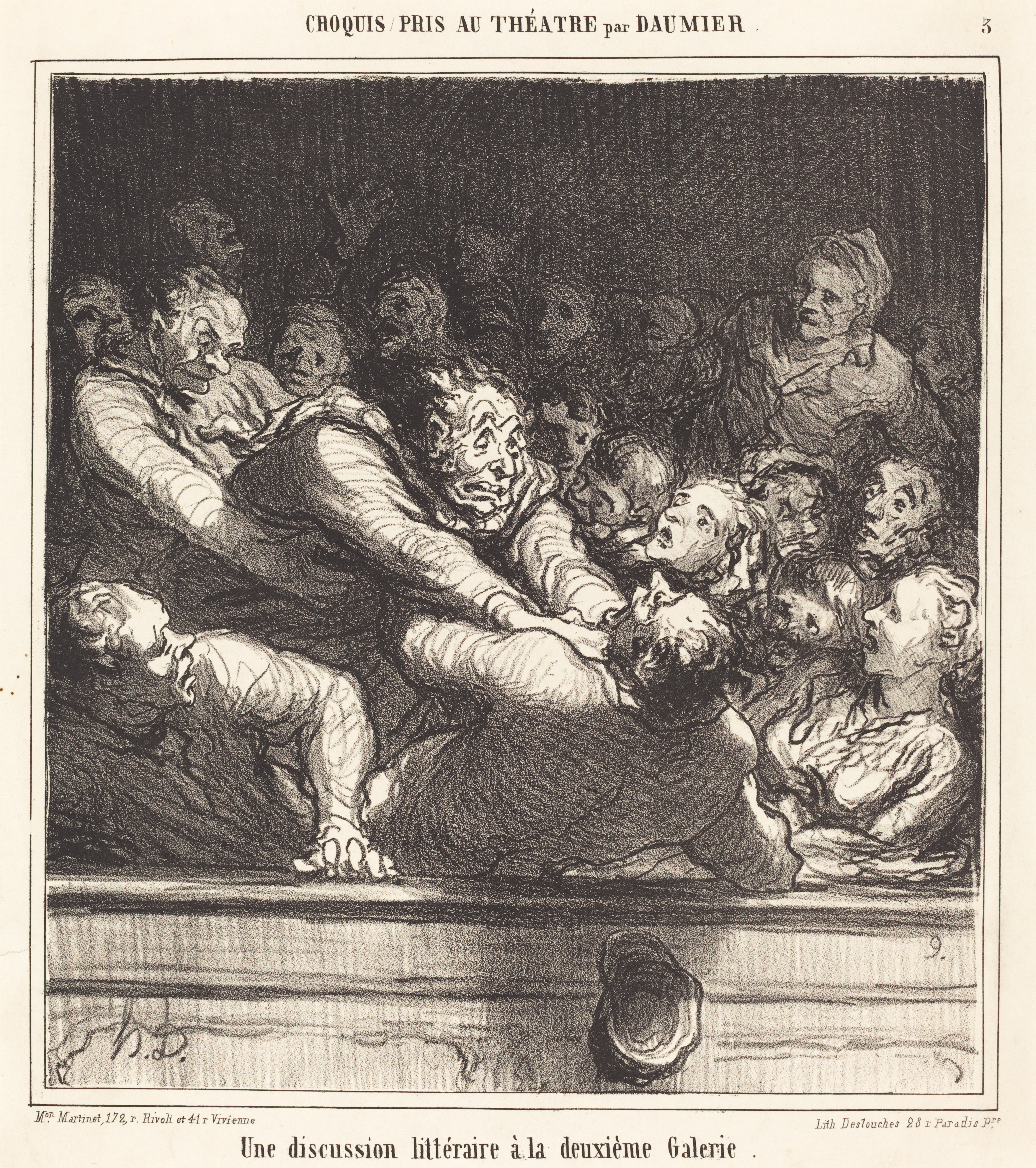
Daumier: Literární diskuse na druhé galerii (časopis Charivari 1864)
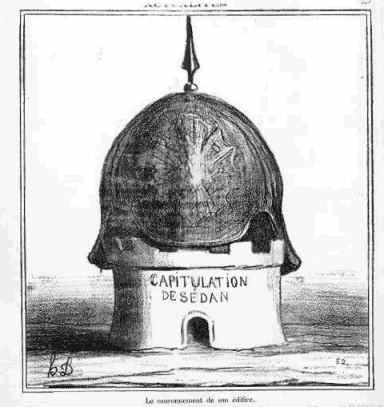
Kapitulace u Sedanu (časopis Charivari 1870)
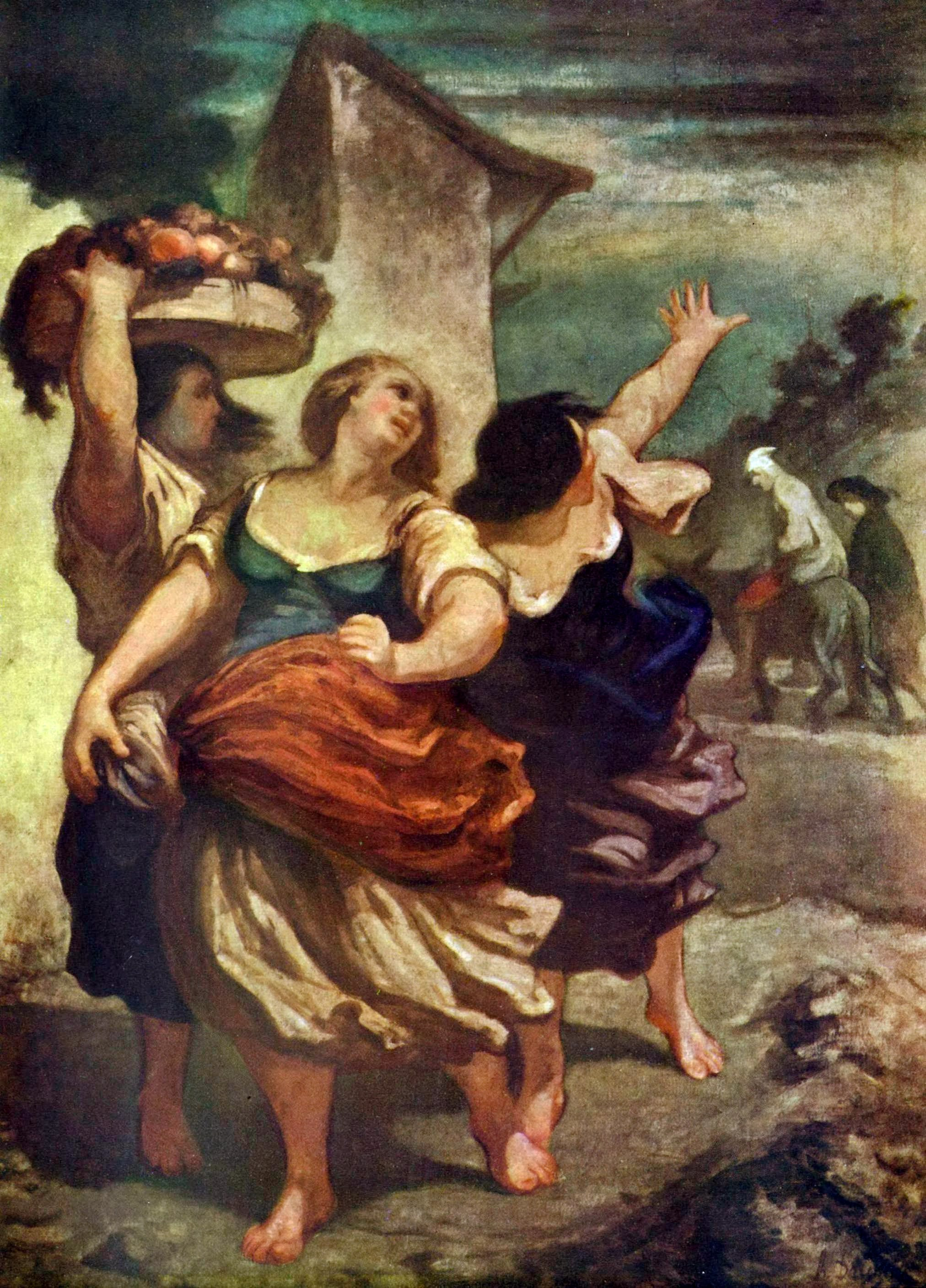
Mlynář, jeho syn a osel (1849, olej)
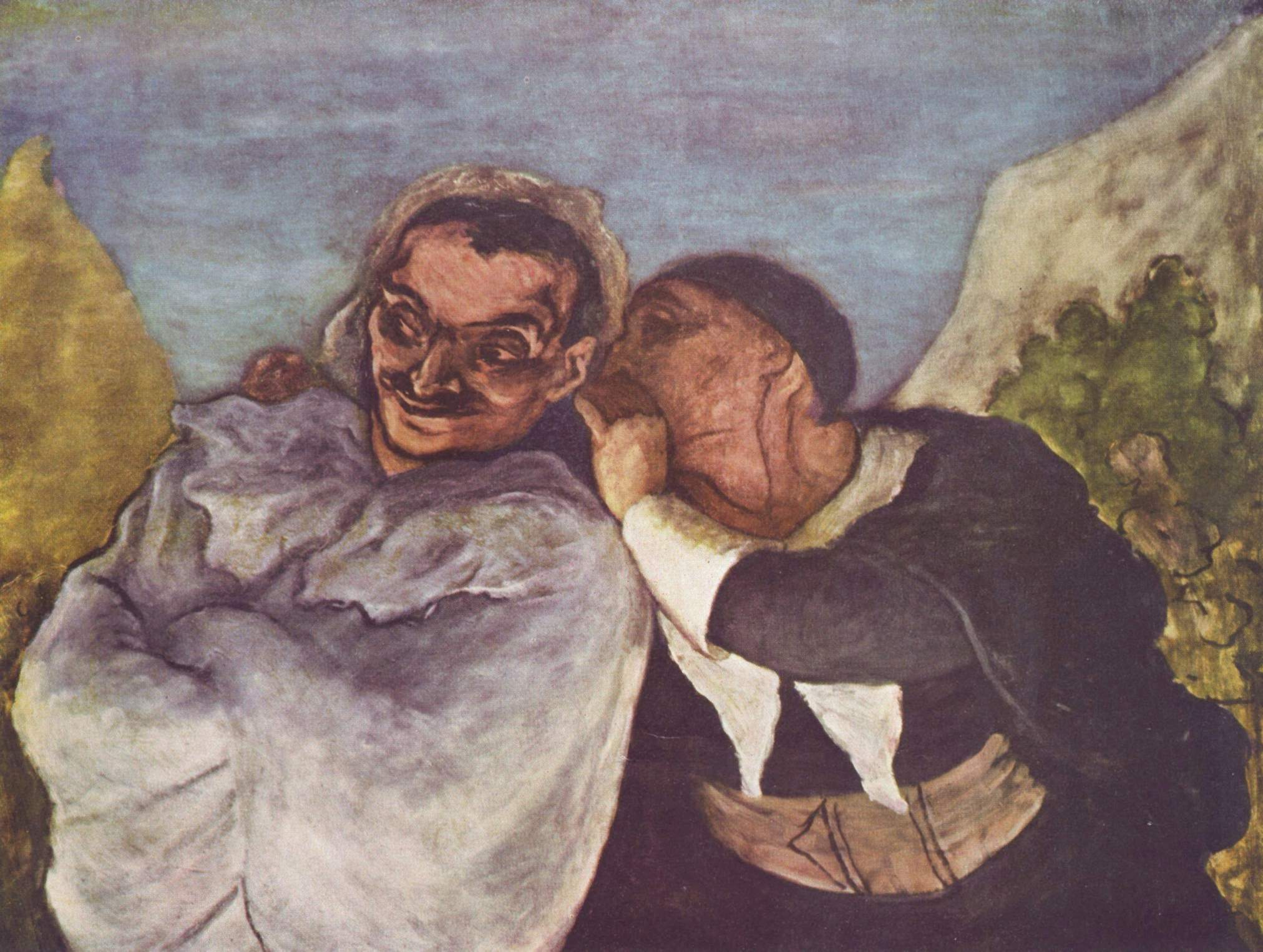
Crispin a Scapin (kol.1860, olej)
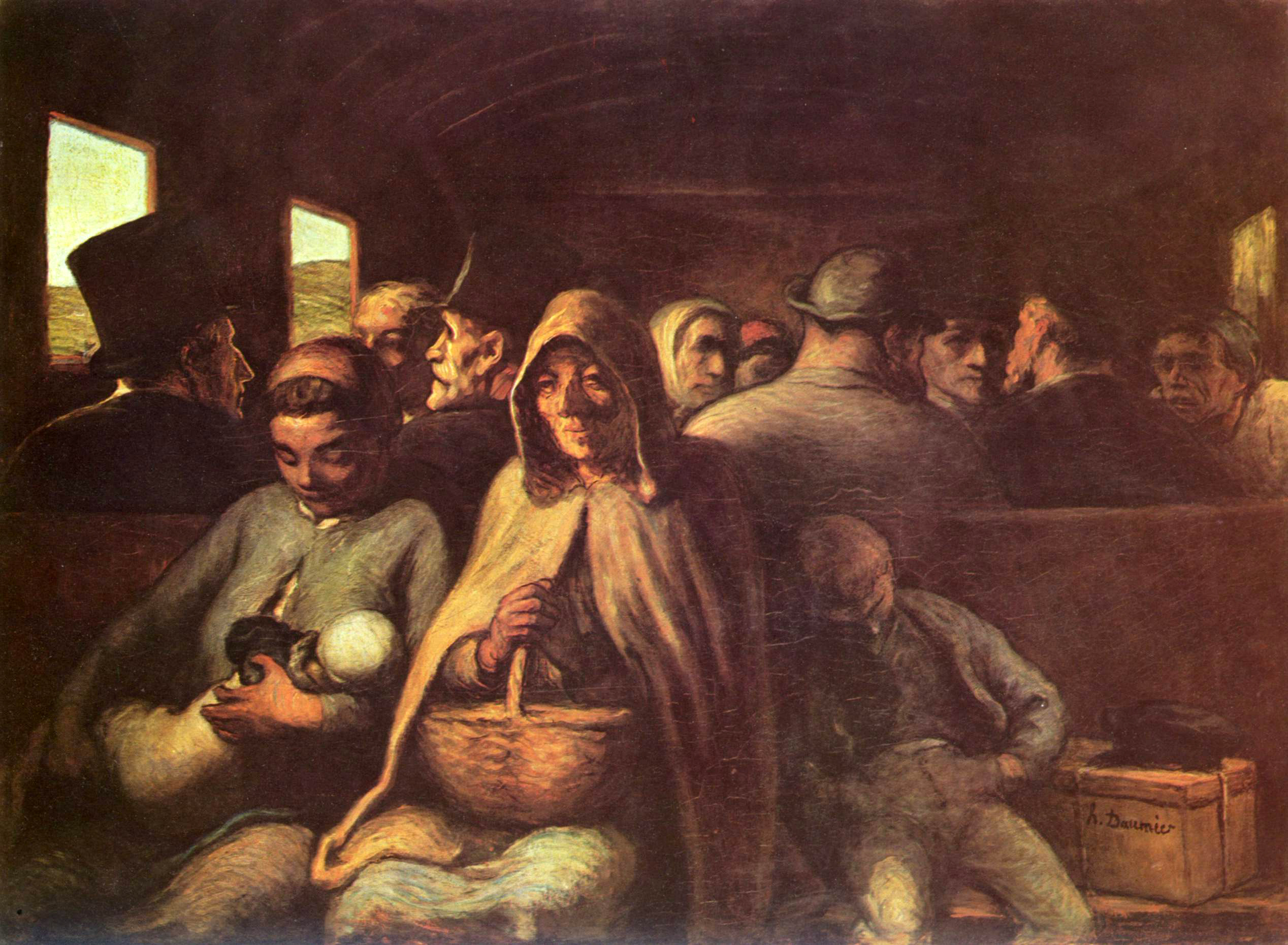
Vagon třetí třídy (olej, 1862)
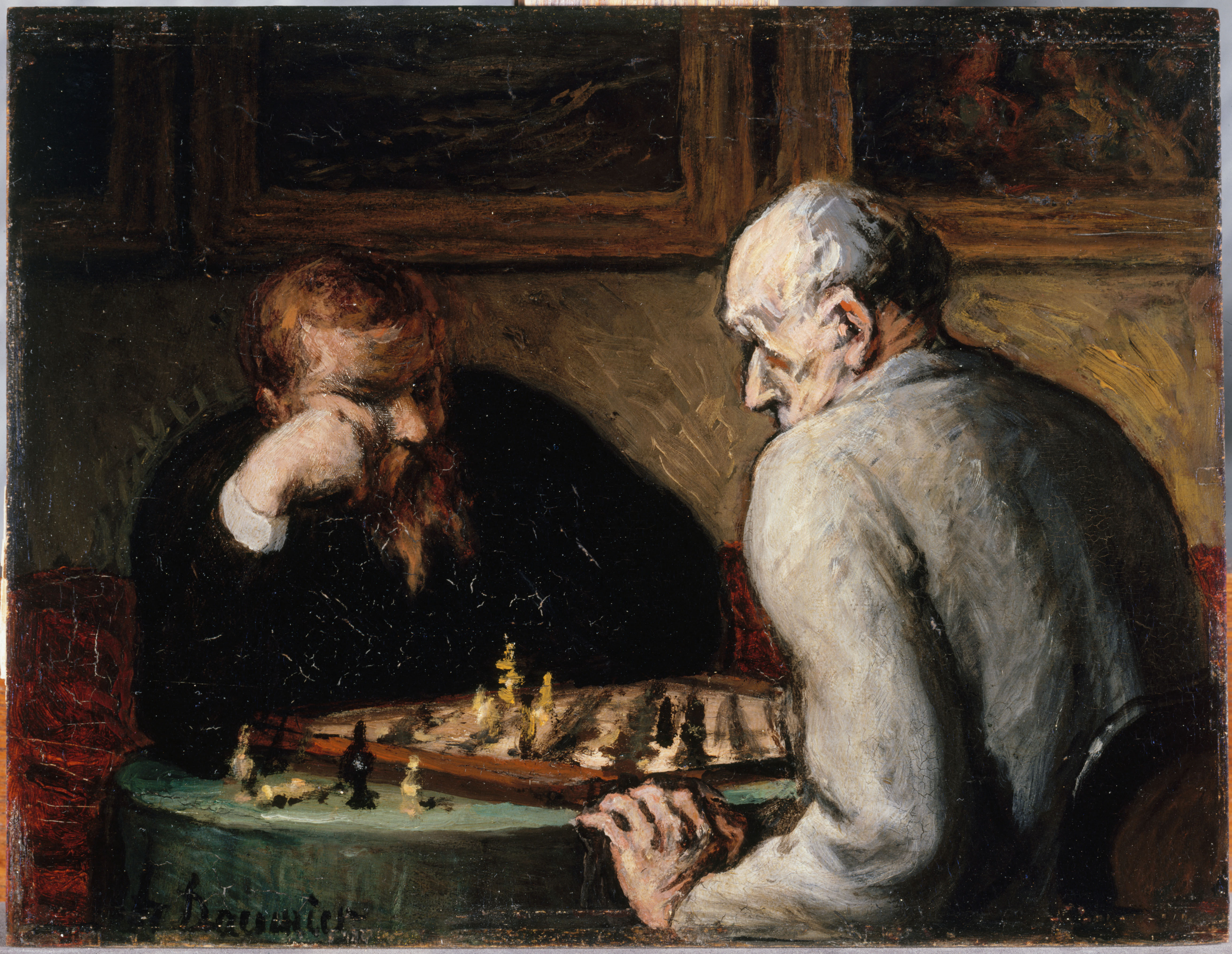
Hráči šachů (1863)
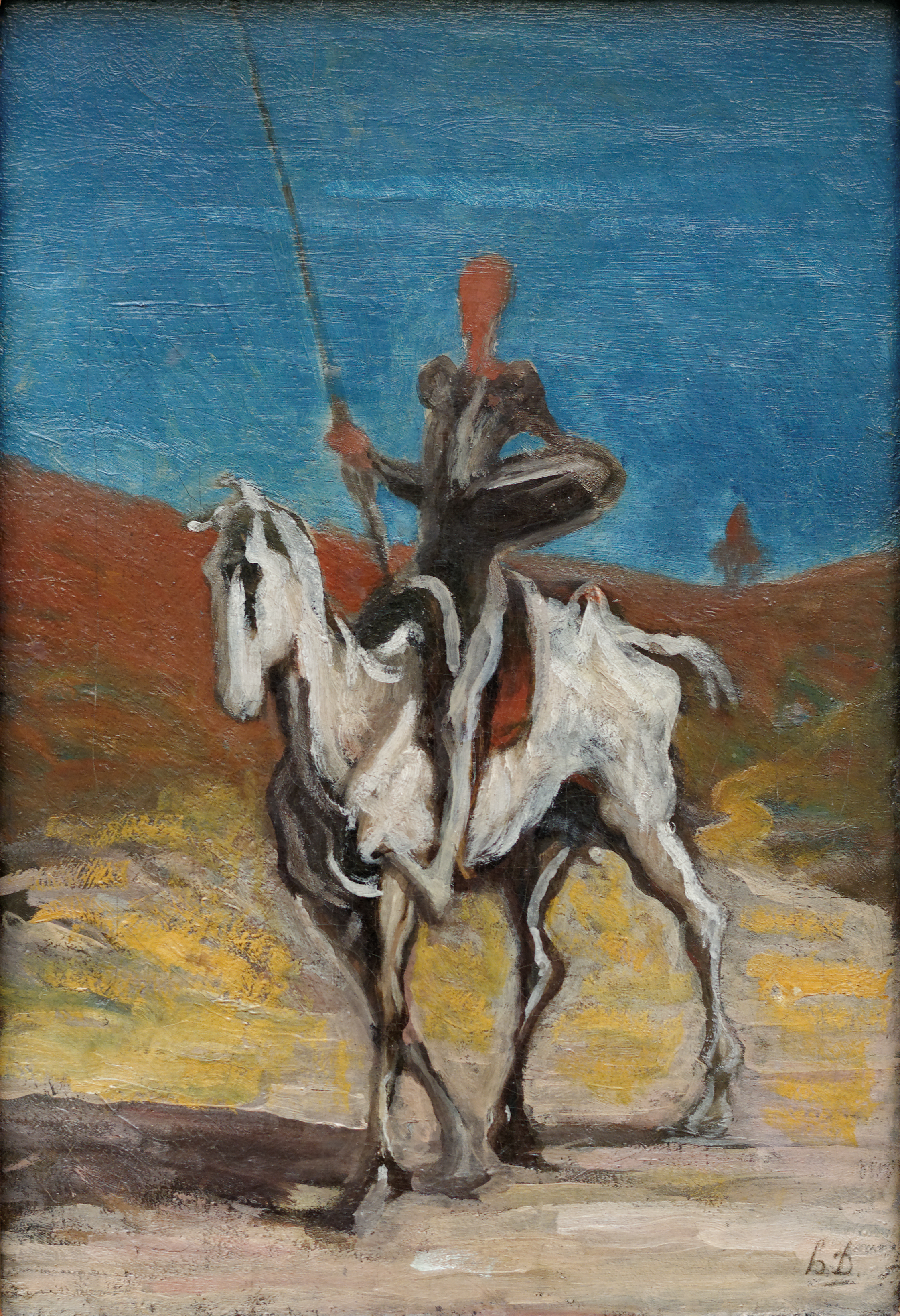
Don Quijote a Sancho Panza (1868, olej)